# 데사과데로강 (아르헨티나)

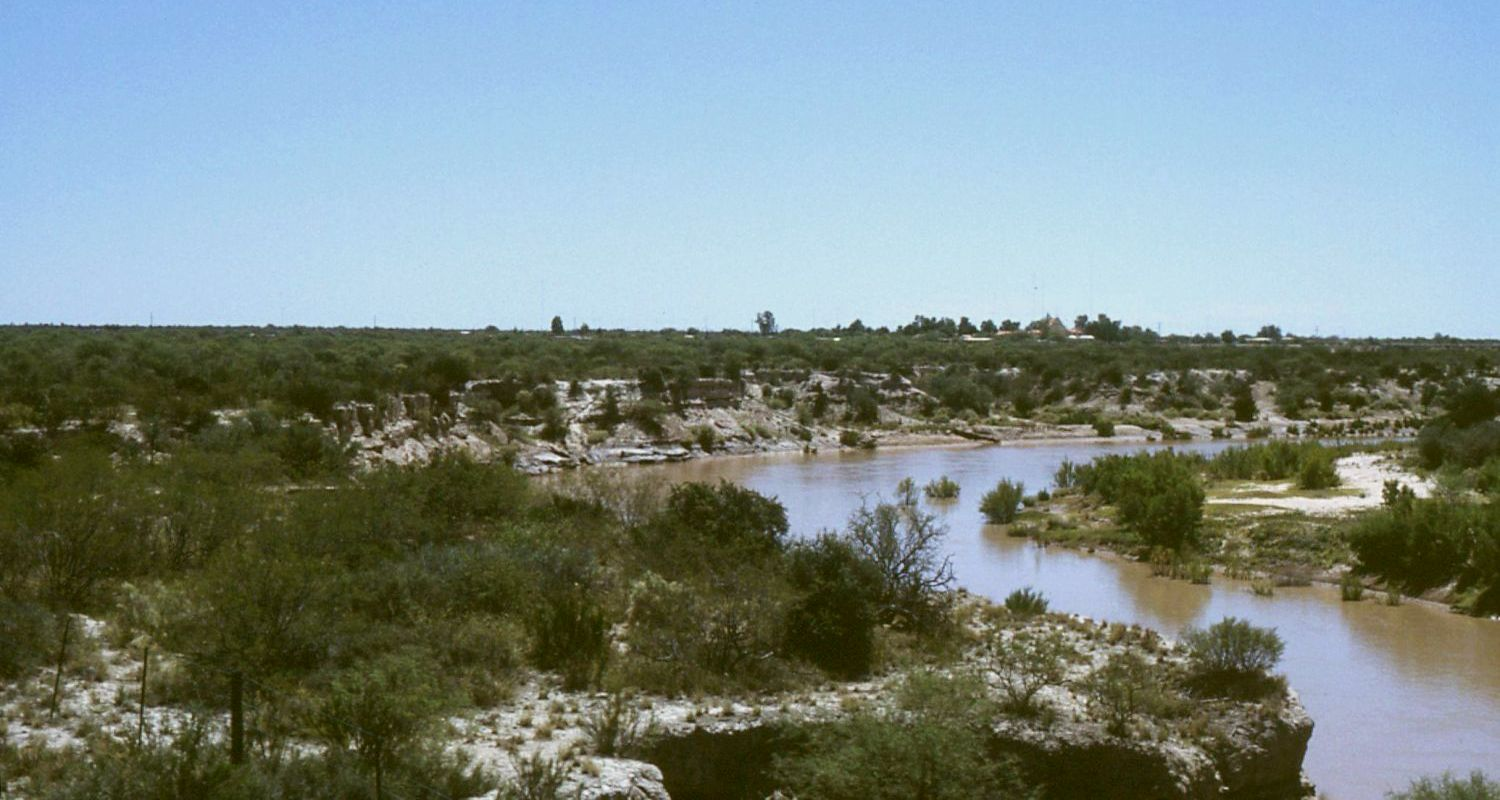
데사과데로강

데사과데로강(스페인어: Río Desaguadero)은 아르헨티나를 흐르는 강이다. 라리오하주의 티파스산 근처에서 발원하여 해발 약 5,500 m (18,000 ft)의 고도에 있는 이 강은 상류에서는 베르메호(Bermejo) 또는 빈치 나(Vinchina)로 알려져 있다. 하류에서는 살라도(Salado)라고도 알려져 있다. 이 강은 피치마우이다 근처의 라팜파주에서 콜로라도강과 합류한다. 데사과데로 강의 총 길이는 1,498 km (931 mi)이고 유역 면적 은 약 260,000 km2 (100,000 mi2)이다.
쿠요의 관개 지역에 물을 공급하는 주요 강 중 하나이며 해당 지역의 동쪽 경계를 따라 흐른다. 관개에 물을 사용하기 때문에 강은 길이가 길지만 대부분의 기간 동안 작고 얕은 개울이다.